# Trichocentrum leeanum
Trichocentrum leeanum är en orkidéart som beskrevs av Heinrich Gustav Reichenbach. Trichocentrum leeanum ingår i släktet Trichocentrum och familjen orkidéer.
Artens utbredningsområde är Colombia. Inga underarter finns listade i Catalogue of Life.